# Wilson (Arkansas)
Wilson è una città degli Stati Uniti d'America situata nello Stato dell'Arkansas, nella Contea di Mississippi.
Si trova nei pressi del delta del fiume Arkansas ed è un importante centro di produzione del cotone.